# Waco (industriföretag)
Waco var ett industriföretag i Halmstad i Halland.
Albert J Wahlbeck startade 1918 en verksamhet i Halmstad för tillverkning av maskiner för träbearbetning. Till en början mest plan- och rikthyvlar men även sågar, bandsågar, fräs- och sinkmaskiner, tappmaskiner tillverkades. Verksamheten ökade efter hand och i slutet av 1930-talet levererades årligen 400 maskiner. Anläggningen vid Nässjögatan utvidgades under åren och i början av 1950-talet var ett 60-tal personer anställda. Antalet levererade maskiner ökade till 600-700 i början på 1960-talet, majoriteten till den svenska marknaden. Fram till år 2000 var cirka 100 anställda.
Under 1979 sammanfördes Maskinfabriken Waco AB med division Träteknik inom Jonsereds AB till ett företag, Waco Jonsereds AB i Halmstad. Fabriken i Jonsered lades ner 1981 och all verksamhet flyttades till Halmstad. År 1985 övertog Waco även Jonsereds AB Systems med tyngdpunkt på utrustning för mekanisering av hyvlerier. 1979 försvann familjen Wahlbeck som ägare till Waco och företaget hamnade så småningom hos den tyska företagskoncernen Weinig.
Verksamheten i Halmstad avvecklades 2015.